# Abdul Mumin
Khalid Abdul Mumin Suleman, noto semplicemente come Abdul Mumin (6 giugno 1998), è un calciatore ghanese, difensore del Rayo Vallecano.

## Caratteristiche tecniche
È un difensore centrale.

## Carriera

### Club
Cresciuto nel settore giovanile del Right to Dream Academy, nel 2016 è stato acquistato dal Nordsjælland.
Ha esordito fra i professionisti il 7 agosto disputando l'incontro di Superligaen perso 2-1 contro l'Aalborg. In seguito ha giocato anche nella prima divisione portoghese con il Vitória Guimarães.

### Nazionale
È stato convocato per la prima volta in nazionale per prendere parte alla Coppa delle nazioni africane 2021.

## Statistiche
Statistiche aggiornate al 25 agosto 2019.

### Presenze e reti nei club
| Stagione        | Squadra         | Campionato      | Campionato | Campionato | Coppe nazionali | Coppe nazionali | Coppe nazionali | Coppe continentali | Coppe continentali | Coppe continentali | Altre coppe | Altre coppe | Altre coppe | Totale | Totale | Totale |
| Stagione        | Squadra         | Comp            | Pres       | Reti       | Comp            | Pres            | Reti            | Comp               | Pres               | Reti               | Comp        | Pres        | Reti        | Pres   | Reti   |        |
| --------------- | --------------- | --------------- | ---------- | ---------- | --------------- | --------------- | --------------- | ------------------ | ------------------ | ------------------ | ----------- | ----------- | ----------- | ------ | ------ | ------ |
| 2016-2017       | Nordsjælland    | SL              | 3          | 0          | CD              | 0               | 0               |                    | -                  | -                  |             | -           | -           | 3      | 0      |        |
| 2017-gen. 2018  | Nordsjælland    | SL              | 0          | 0          | CD              | 0               | 0               |                    | -                  | -                  |             | -           | -           | 0      | 0      |        |
| gen.-giu. 2018  | HB Køge         | 1D              | 13         | 0          | CD              | 0               | 0               |                    | -                  | -                  |             | -           | -           | 13     | 0      |        |
| 2018-2019       | Nordsjælland    | SL              | 14         | 0          | CD              | 0               | 0               | UEL                | 1                  | 0                  |             | -           | -           | 15     | 0      |        |
| 2019-2020       | Nordsjælland    | SL              | 5          | 0          | CD              | 0               | 0               |                    | -                  | -                  |             | -           | -           | 5      | 0      |        |
| Totale carriera | Totale carriera | Totale carriera | 35         | 0          |                 | 0               | 0               |                    | 1                  | 0                  |             | -           | -           | 36     | 0      |        |

### Cronologia presenze e reti in nazionale
| Cronologia completa delle presenze e delle reti in nazionale ― Ghana | Cronologia completa delle presenze e delle reti in nazionale ― Ghana | Cronologia completa delle presenze e delle reti in nazionale ― Ghana | Cronologia completa delle presenze e delle reti in nazionale ― Ghana | Cronologia completa delle presenze e delle reti in nazionale ― Ghana | Cronologia completa delle presenze e delle reti in nazionale ― Ghana | Cronologia completa delle presenze e delle reti in nazionale ― Ghana | Cronologia completa delle presenze e delle reti in nazionale ― Ghana |
| Data                                                                 | Città                                                                | In casa                                                              | Risultato                                                            | Ospiti                                                               | Competizione                                                         | Reti                                                                 | Note                                                                 |
| -------------------------------------------------------------------- | -------------------------------------------------------------------- | -------------------------------------------------------------------- | -------------------------------------------------------------------- | -------------------------------------------------------------------- | -------------------------------------------------------------------- | -------------------------------------------------------------------- | -------------------------------------------------------------------- |
| 6-6-2024                                                             | Bamako                                                               | Mali                                                                 | 1 – 2                                                                | Ghana                                                                | Qual. Mondiali 2026                                                  | -                                                                    | 79’                                                                  |
| 10-6-2024                                                            | Kumasi                                                               | Ghana                                                                | 4 – 3                                                                | Rep. Centrafricana                                                   | Qual. Mondiali 2026                                                  | -                                                                    | 76’                                                                  |
| 5-9-2024                                                             | Kumasi                                                               | Ghana                                                                | 0 – 1                                                                | Angola                                                               | Qual. Coppa d'Africa 2025                                            | -                                                                    | 45+5’                                                                |
| 9-9-2024                                                             | Berkane                                                              | Niger                                                                | 1 – 1                                                                | Ghana                                                                | Qual. Coppa d'Africa 2025                                            | -                                                                    |                                                                      |
| Totale                                                               |                                                                      | Presenze                                                             | 4                                                                    |                                                                      | Reti                                                                 | 0                                                                    |                                                                      |